# 望月正史
望月 正史（もちづき せいし）は、日本の歯科医師。大塚美容形成外科・歯科、歯科院長。フジテレビの「B.C.ビューティー・コロシアム」に美のプロフェッショナルとして出演していた。

## 経歴
- 1975年（昭和50年）神奈川歯科大学歯学部卒業
- 1976年（昭和51年）国鉄甲府診療所勤務
- 1982年（昭和57年）望月歯科医院開設
- 1985年（昭和60年）大塚美容形成外科・歯科勤務
- 1996年（平成 8年）同院歯科院長就任